# Psilocerea semifacta
Psilocerea semifacta är en fjärilsart som beskrevs av Louis Beethoven Prout 1926. Psilocerea semifacta ingår i släktet Psilocerea och familjen mätare. Inga underarter finns listade.